# Église Saint-Martial de Gentioux-Pigerolles
Pour les articles homonymes, voir Église Saint-Martial.
L'église Saint-Martial est une église située à Gentioux-Pigerolles, dans le département français de la Creuse en France. Construite au XIIIe et au XIVe siècle, elle est inscrite au titre des monuments historiques en 1926.

## Localisation
L'église est située sur la commune de Gentioux-Pigerolles dans le département français de la Creuse en région Nouvelle-Aquitaine.

## Historique
L'église a été bâtie au XIIIe siècle, incendiée vers 1357 et reconstruite au XVe siècle. Elle a été le chef-lieu de la commanderie de Gentioux puis un membre de la commanderie de Charrières au sein du grand prieuré d'Auvergne. 
L'édifice est inscrit au titre des monuments historiques en 1926.